# Stazione di Bari Palese Macchie
La stazione di Bari Palese Macchie è una fermata ferroviaria ubicata a Bari nel quartiere omonimo Palese Macchie in Via Amedeo di Savoia. Essa serve le Ferrovie dello Stato e inoltre è una delle stazioni che compongono il servizio urbano di Trenitalia all'interno della città di Bari: Palese è un quartiere di Bari e non un comune a sé stante, indi l’omonima stazione rientra in territorio cittadino. La stazione serve i treni Regionali. Il tragitto per Bari Centrale, dura più o meno 10 minuti, mentre quello per Foggia dagli 80 ai 90 minuti.
Non va confusa con le altre due stazioni della frazione, ovvero Palese e Macchie poiché queste ultime sono delle Ferrovie del Nord Barese.

## Storia
L'impianto, in origine classificato come casa cantoniera abilitata al servizio viaggiatori e denominato «Palese-Macchie», venne attivato il 10 febbraio 1913.